# Walter (humoriste)
Pour les articles homonymes, voir Walter.
 (janvier 2013).
Si vous disposez d'ouvrages ou d'articles de référence ou si vous connaissez des sites web de qualité traitant du thème abordé ici, merci de compléter l'article en donnant les références utiles à sa vérifiabilité et en les liant à la section « Notes et références ».
Walter, né Bertrand Wautlet le 8 juin 1973 à Charleroi, est un humoriste belge.

## Biographie
Après des études d'ingénieur commercial à Solvay en Belgique, il arpente  les scènes ouvertes de Bruxelles et de Paris avec acharnement jusqu’à ce que le théâtre lui ouvre ses portes. Il s’installe au Point-Virgule, et s’y fait remarquer par les médias. Stéphane Bern lui offre sa première chronique dans Le Fou du Roi sur France Inter, Arthur l’intègre à l’équipe de Ce soir avec Arthur sur Comédie et Michel Drucker en fait son portraitiste au vitriol dans Vivement Dimanche sur France 2 et sur Europe 1. En septembre 2012, il devient l’un des chroniqueurs de Fréderic Lopez sur France Inter dans On va tous y passer. À la rentrée 2013, toujours sur France Inter, Walter anime une chronique Le Billet de Walter dans La Matinale. À partir septembre 2014, il anime deux fois par semaine sa chronique Walter Ego dans l'émission La Nouvelle Édition sur Canal+.
En plus de ses activités audiovisuelles il joue depuis octobre 2013 son spectacle Walter, Belge et Méchant au Grand Point Virgule.
Il anime durant la saison 2017-2018 la rubrique humour de l'émission "Ca balance à Paris".
Walter présente son spectacle "formidable" au point-virgule et au palais des glaces.
En décembre 2018, il fait la une du magazine L'Incorrect.
Durant la saison 2019-2020, il propose un billet hebdomadaire pour la matinale de Sud Radio, avec Cécile de Ménibus et Patrick Roger. 

### Polémique
En juin 2018, la chaîne YouTube CopyComic publie une vidéo accusant Walter d’avoir plagié dans ses spectacles des humoristes anglophones tels que Louis CK, Richard Jeni, Wanda Sykes et Dylan Moran,. Walter répond à ces allégations dans le journal La Dernière Heure du 22 juin 2019.

## Bilan artistique

### Spectacle
- Walter : Formidable. Au palais des glaces et au point virgule depuis septembre 2018.
- Walter, Belge et méchant au Grand Point Virgule depuis Octobre 2013.
- Walter, Belge et méchant au Théâtre du Point-Virgule depuis juillet 2010.
- Le Point Virgule fait l’Olympia (2010-2011-2012).
- Festival Juste pour rire de Montréal (2011-2012).
- Festival de Montreux 2012.
- Formidable ! au Point-Virgule (2018)

### Récompenses
- Luron d'argent des Estivales du Rire de Dinard en 2011
- Vainqueur du Festival international du rire de Rochefort 2011.
- Vainqueur du Festival de Rocquencourt 2011.
- Vainqueur du Festival national des humoristes de Tournon 2010.

## Bilan audiovisuel

### Radio
- 2010: chroniqueur dans l'émission Le Fou du roi sur France Inter
- 2011-2012 : chroniqueur dans l'émission Faites entrer l'invité sur Europe 1
- 2012 : chroniqueur dans l'émission On va tous y passer sur France Inter
- 2013 : chroniqueur de Le Billet de Walter dans la matinale de France Inter
- 2018 : Les enfants de chœur (RTBF)
- 2019 : les grands matins de Sud Radio

### Télévision et cinema
- 2016 : L'HebdoShow  sur TF1
- 2014-2015 : La Nouvelle Édition sur Canal+
- 2011-2012 : Vivement dimanche prochain sur France 2
- 2010 à 2012 : Ce soir avec Arthur.
- 2019 : Munch, saison 3 épisode 1 : Romain Baldi
- 2019 : Lucky, d'Olivier Van Hoofstadt